# Aulacus albimanus
Aulacus albimanus är en stekelart som först beskrevs av Jean-Jacques Kieffer 1911.  Aulacus albimanus ingår i släktet Aulacus och familjen vedlarvsteklar. Inga underarter finns listade.